# Wulfila macropalpus
Wulfila macropalpus là một loài nhện trong họ Anyphaenidae.
Loài này thuộc chi Wulfila. Wulfila macropalpus được Alexander Petrunkevitch miêu tả năm 1930.